# Roche-Charles-la-Mayrand
Roche-Charles-la-Mayrand är en kommun i departementet Puy-de-Dôme i regionen Auvergne-Rhône-Alpes i centrala Frankrike. Kommunen ligger i kantonen Ardes som tillhör arrondissementet Issoire. År 2022 hade Roche-Charles-la-Mayrand 40 invånare.

## Befolkningsutveckling
Antalet invånare i kommunen Roche-Charles-la-Mayrand
| Referens: INSEE |